# 警視庁ゼロ係〜生活安全課なんでも相談室〜
『警視庁ゼロ係〜生活安全課なんでも相談室〜』（けいしちょうゼロがかり せいかつあんぜんかなんでもそうだんしつ）は、テレビ東京とTBSスパークル（旧・ドリマックス・テレビジョン）の共同制作により、2016年からテレビ東京系「金曜8時のドラマ」で放送されていた日本の刑事ドラマシリーズ。原作は富樫倫太郎の「生活安全課0係」シリーズ。主演は小泉孝太郎。
本項での「S」はSEASON、「SP」はスペシャルを表す。
2024年までに通算シリーズ5本、スペシャル3本が放送された。
また、2024年7月22日に新作「警視庁ゼロ係〜スカイフライヤーズ〜」が放送された。

## キャスト

### 警視庁捜査一課特命捜査対策室第5係（通称・ゼロ係）
小早川冬彦（こばやかわ ふゆひこ）
演 - 小泉孝太郎
経歴：東京大学法学部
→ 警察庁科学警察研究所犯罪行動科学部捜査支援研究室
→ 警視庁杉並中央警察署生活安全課なんでも相談室（S1 - S2最終話）
→ 警視庁管内の警察署の署長（S2最終話）
→ 警視庁杉並中央警察署生活安全課なんでも相談室（S2最終話 - SP2）
→ 警視庁刑事部捜査第一課（SP2）
→ 警視庁捜査一課特命捜査対策室第5係（SP3）
階級：警視
テーマカラー：赤
東大法学部を卒業後、国家公務員一種試験をトップ合格したキャリア。1979年12月3日生まれ、血液型はAB型。
基本的に誰に対しても敬語で人当たりが良く見えるが、空気が読めず、発言は非常に軽い。あらゆることに興味を示しては首を突っ込み、後始末は寅三に押しつける。職務中は身勝手な行動が目立つ。余計な一言が多く、相手を怒らせてしまうこともある。一見するとふざけて見え、一般常識や警察用語にも疎い面がある。
配属当初は専用の机が用意されていたが、本人の希望で寅三の隣に座ることになる。
杉並中央警察署の屋上で勝手に果物（赤い食べ物）などを栽培している（S1ではイチゴ、S2ではスイカ、S3ではトウガラシ、S4ではミニトマト、SP1ではさつまいも、S5ではベビーキャロット、SP2では梅干し）。特命捜査対策室第5係に転属後（SP3ではサクラエビ）。
実は観察眼が鋭く、物事を冷静に分析できており、いわゆる頭が切れるタイプ。犯人にはトゲのある言葉で刺すこともある。
三谷誠の自殺によりゼロ係が解散し、警視庁管内の警察署の署長に就任したが、太田文平が開発した白骨死体の身元の照会システムを利用して独自に調査を続け、沢村和男がかかわった犯罪の真相を明らかにする。
科警研にいたときに神沼洋についてのレポートを制作しようと手紙を出して面会しようとしたが断られる。その後、二人の人間を拉致監禁し、遠隔操作の指示で殺し合わせる事件が起きた時に前川刑事部長から神沼が会いたがっているとの知らせを受けて面会する。脱走した神沼洋の追跡をするにあたり前川刑事部部長から特命係に任命される。
寅三と共に警視庁刑事部捜査第一課に転属する。部署は特命捜査対策室第5係。
冬彦が科警研時代に作成したレポート
- Xレポート（S1）
- Zレポート（S2）
- ゼロレポート（S3）
- 龍神の呪い（SP1）
- αレポート/アルファレポート（S5）
- ωレポート/オメガレポート（S5）
- シン・αレポート（S5）

寺田寅三（てらだ とらみ）
演 - 松下由樹
経歴：日本相模大学
→ 警視庁北千住警察署地域課
→ 警視庁東池袋警察署刑事課
→ 警視庁刑事部捜査第一課
→ 警視庁杉並中央警察署刑事課
→ 警視庁杉並中央警察署生活安全課なんでも相談室（S1 - S2最終話）
→ 警視庁北千住中央警察署（S2最終話）
→ 警視庁杉並中央警察署生活安全課なんでも相談室（S2最終話 - SP2）
→ 警視庁刑事部捜査第一課（SP2）
→ 警視庁捜査一課特命捜査対策室第5係（SP3）
階級：巡査長
テーマカラー：青
ノンキャリアの叩き上げ。1970年10月3日生まれ、血液型はB型。
男の子が生まれると思い込み、祝杯をあげ酔った父親が役場へ出生届を提出したことから「寅三（とらみ）」という有り得ない名を授かる（本来なら読みは「とらぞう」）。冬彦からは「寅三先輩」と呼ばれている。
一本気の真面目な性格で、時には相談者をキツく叱ったりすることもあるが、その一方で、相手の心に寄り添い、改心させることもある。
冬彦とは凸凹コンビで、冬彦に文句を言う際には「警視殿、タメ口たたいてもよろしいでしょうか?」と前置きし、終わりに「○○野郎」と呼んでいる。
警視庁捜査一課に所属していたが、大島警部補が寅三をかばって追跡中の犯人に射殺されてしまったため異動届を提出し、杉並中央警察署刑事課に異動したことが、亀山係長から冬彦に語られる。そのため、誰ともペアを組みたがらなかった。その後、前川刑事部長から捜査一課への復帰を打診されたが、悩んだ末に断る。
ゼロ係のみんなから贈られた婚活バスツアーでバスジャックに巻き込まれる。パニック状態になったツアー客を介抱し、機転を利かせ冬彦にメールで連絡する。その際、パニック状態になったツアー客には、冬彦のことを「私のバディ（相棒）」と説明している。
冬彦と共に警視庁刑事部捜査第一課に転属する。部署は特命捜査対策室第5係。
ジャンケンや賭け事に弱い。
原作の寺田高虎に相当。
友坂美雪
演 - 仁村紗和（SP3）
テーマカラー：緑
Z世代の備品係。備品室は第5係と同じ地下の大部屋を共同で使用している。組織として合理的に考えた場合タイムパフォーマンスがいいので、業務外だが第5係に捜査資料の運搬をしている。冬彦からは「ミユッキーさん」と呼ばれている。
山花拓司
演 - 尾美としのり（SP3）
テーマカラー：黄色
係長。冬彦からは「ヤマタクさん」と呼ばれている。
10年前に妻と娘を刺殺され未解決事件になる。犯人を自分で捕まえるため特命捜査対策室を離れるわけにはいかず、火野捜査一課長の命令に逆らえず冬彦と寅三を監視していた。

### 警視庁杉並中央警察署

#### 生活安全課なんでも相談室（通称・ゼロ係）
本条靖子（ほんじょう やすこ）
演 - 安達祐実（S1 - SP2）
経歴：警視庁丸の内東警察署総務課事務方主任
→ 警視庁杉並中央警察署生活安全課なんでも相談室（S1 - S2最終話）
→ 警視庁池袋西警察署（S2最終話）
→ 警視庁杉並中央警察署生活安全課なんでも相談室（S2最終話 - ）
テーマカラー：紫
事務員。1981年8月5日生まれ、血液型はA型。
小柄で可愛らしい外見に反し、ストレートに意見を言ううるさ型。「ゼロは何をかけてもゼロ」が口癖。寅三とはいがみ合っている仲だが、ときどき意見が一致する。
「イケメン」に敏感で、小説の内容を模倣した連続殺人事件の捜査中に発見され復顔された白骨死体に興味を示し、昼食時に弁当を持って鑑識課に出向く。また、金田一修にも興味を示している。「美人」や「可愛い」に手厳しい。
ゼロ係に田崎新太郎が爆弾を仕掛けて立て籠もった際、横山係長とともに人質に取られてしまう。横山が田崎を説得して人質から解放される。その後、後述の通り「春吉」で逃走中の神沼と遭遇する。
恋愛になると事件に巻き込まれることがほとんど。
原作の三浦靖子に相当。
太田文平（おおた ぶんぺい）
演 - 戸塚純貴（S2 - SP2）
経歴：サイバー捜査官
→ 警視庁杉並中央警察署生活安全課なんでも相談室（S2第1話 - S2最終話）
→ 警視庁羽田東警察署電話相談室（S2最終話）
→ 警視庁杉並中央警察署生活安全課なんでも相談室（S2最終話 - ）
階級：巡査長
テーマカラー：ピンク
元サイバー捜査官で、自分が嫌いな上司のパソコンにハッキングし、不倫の証拠を拡散して左遷される。愛称は「文平（ちゃん）」。
頭は良いらしいが、岩手方言が丸出しの間延びした話し方をする。運動は得意ではなく、日焼け止めがないと外出しない。靴下は履かないタイプ。曰く「褒められて伸びるタイプ」。惚れっぽい性分。時にはモテるが最終的には「生理的に無理」と振られる。太田文平は同姓同名の別人である。
のんきで腰が重く、勤務中もパソコンや携帯で掲示板などを見ているが、インターネットでの情報収集や分析に長けており、小説の内容を模倣した連続殺人事件の捜査中に発見された復顔した白骨死体の身元の照会システムを開発している。
桜庭・大林と組むことが多い。
大林夏彦
演 - 石田明（NON STYLE）（S5 - SP2）
経歴：警視庁刑事部捜査第一課
→ 警視庁杉並中央警察署生活安全課なんでも相談室（S5 - ）
階級：巡査長
テーマカラー：黄緑
警視庁捜査一課に配属されたものの、事もあろうに本庁の参事官を誤認逮捕してしまい、杉並中央署の「なんでも相談室」に異動させられる。空気の読めない発言が多々ある。
大林秋彦の双子の弟。抹茶系が大好きで昼食は抹茶スイーツで済ませる。
兄のことは軽蔑している節がある。
モテたいらしく、キザなセリフを言っては周りから引かれている。
横山建夫（よこやま たてお）
演 - 片岡鶴太郎（S3 - SP2）
テーマカラー：グレー
亀山の後任の係長。警視庁管内全102所轄を全て渡り歩いており、署のスタンプを御朱印帳のように集めている。通販好きで、届け先をゼロ係の住所にしてある。冬彦には自身の名前から「ヨコタテさん」と呼ばれている。冬彦曰く「無駄が多い男」。
上司である谷本のお叱りに同調したり、それが終わると切り替わってメンバー全員にフォローと調子のいいところがあり、急にモノマネを始める。恐妻家で小遣いも減らされているらしく、経費で通販の商品を購入しては靖子から叱られている。
酒を飲むと豹変して粗暴になり、それが署を転々とした原因だが、少量ですぐ酔いつぶれしまい、奈良漬を食べても同じ状態になってしまう。
ゼロ係に田崎新太郎が爆弾を仕掛けて立てこもった際に靖子とともに人質に取られてしまったが、田崎を説得して靖子を解放させる。

#### 元ゼロ係のメンバー
亀山良夫（かめやま よしお）
演 - 大杉漣（S1 - S2 / S3第1話〈回想〉）
経歴：警視庁刑事部捜査第一課
→ 警視庁杉並中央警察署刑事課
→ 警視庁杉並中央警察署生活安全課なんでも相談室（S1 - S2最終話）
→ 警視庁杉並中央警察署庶務課（S2最終話）
→ 警視庁杉並中央警察署生活安全課なんでも相談室（S2最終話）
→ 定年退職（S3第1話）
階級：警部補
テーマカラー：グリーン
係長。よく「腹が痛くなった」と言い、トイレへ駆け込んでいる。また、氷川小百合とは旧知の仲である。
本庁の捜査一課に復帰することを条件に刑事局長である島本雅之の命令で、冬彦を監視すると共に報告していたが、実際は復帰という嘘で利用されていただけに過ぎず、反故にされたことを機に全てを冬彦に明かし、最終的には島本の罪を明らかにするために心を入れ替えて冬彦に協力する。
暗殺未遂事件の再捜査のさなかに狙撃され重傷を負い、一か月後に庶務課に異動させられてしまうが、暗殺未遂事件解決後に元の職場に復帰する。
S3では既に定年退職しているが、実相寺忠の写ったネットの画像を発見し、冬彦に連絡している。
桜庭勇作（さくらば ゆうさく）
演 - 木下隆行（S1 - S4）
経歴：警視庁八王子西警察署地域課
→ 警視庁杉並中央警察署生活安全課なんでも相談室（S1 - S2最終話）
→ 警視庁町屋北警察署（S2最終話）
→ 警視庁杉並中央警察署生活安全課なんでも相談室（S2最終話 - S4最終話）
→ 警視庁羽田警察署鑑識課（SP1）※異動で転勤したため、冒頭から本人の登場はなかった。
階級：巡査（S3） → 巡査長（S4）
テーマカラー：黄色
気の強い曲者ぞろいのメンバーの中では、愛嬌があるムードメーカー（だが、美人に弱い）。言葉の言い間違いが多いうえに怖がり。
カレー好きで、カレーのにおいに敏感に反応する。また、カレーを食べないと眠気を催す。
黄色の服装でいることが多いため「黄レンジャー」と呼ばれている。
犬好きで犬とはコミュニケーションがうまくとれるらしい。また犬と会話し、事件に有力な情報を聞き出すこともある。
太田文平がゼロ係に赴任してからは、文平と組むことが多い。
高木ビーの依頼でウクレレをリサイクルショップで太田文平と一緒に探しているさなかに、偶然にも今川仁志が記録したノートを発見したが、署に戻る途中で何者かに刺され怪我をし、ノートを奪われてしまう。
原作の樋村勇作にあたるキャラクター。
安智理沙子（あんち りさこ）
演 - 原田夏希（S1）
経歴：警視庁渋谷南警察署刑事課
→ 警視庁杉並中央警察署生活安全課なんでも相談室（S1）
テーマカラー：ピンク
要領が良いタイプで、勇作をうまく使って仕事を押しつけている。
日頃から色気を振りまいて男性署員を魅了しているが、冬彦には通用しなかった。

#### 刑事課
中島敦夫
演 - 堀井新太（S1）
刑事。古河の部下。
早野宏
演 - 日向丈（S1）
刑事。おしゃべりで古河に度々叱られる。

#### 鑑識課
青山進
演 - 六角慎司（S1 - S4 / S5 - ）
経歴：警視庁杉並中央警察署鑑識課（S1 - SP2）
→ 警視庁刑事部鑑識課（SP3）
主任。「警視殿を尊敬している」と明言し、冬彦に協力的。野沢と「眼鏡コンビ」と呼ばれる。
小説の内容を模倣した連続殺人事件の捜査中に発見された白骨死体を法医学教室を説得して引き取り、復顔術を使いながら野沢と冬彦とともに身元調査をする（S2）。
野沢と共に警視庁に転属する。
野沢友和
演 - 足立尭之（S1 - S4 / S5 - ）
経歴：警視庁杉並中央警察署鑑識課（S1 - SP2）
→ 警視庁刑事部鑑識課（SP3）
控え目で目立たないが、仕事はきっちりやるタイプ。青山と「眼鏡コンビ」と呼ばれる。
小説の内容を模倣した連続殺人事件の捜査中に発見された白骨死体を、青山と冬彦とともに身元調査をする（S2）。
青山と共に警視庁に転属する。

#### 地域課
鮫島弥生
演 - 岸明日香（S1 - S4 / S5）
階級：巡査
相談者を連れて来たり、パトロールで冬彦たちと遭遇し、手を貸してくれる場合がある。
ゼロ係を「役立たずの皆さん」と呼んでいるが、なぜか慰安旅行には同行している。

#### 副署長・署長
谷本敬三（たにもと けいぞう）
演 - 石丸謙二郎（S1 - SP2）
経歴：警視庁杉並中央警察署交通課 課長
→ 警視庁杉並中央警察署 副署長（S1）
→ 警視庁杉並中央警察署生活安全課 課長（S2）
→ 警視庁杉並中央警察署 副署長（S2最終話 - S3）
→ 警視庁杉並中央警察署 署長（S4 - S5）
→ 警視庁杉並中央警察署 副署長（SP2）
階級：警視
怒るとき顔が赤くなることから、「だるま（さん）」と呼ばれている。
S1は副署長だったが、S2で生活安全課長に降格する。S2最終話で副署長に復帰し、S4で署長に就任する。
かつては交通課の課長を務めており、連続殺人事件の犯人・岡崎聡の家族が犠牲となった轢き逃げ事件の捜査も担当した。
冬彦たちのことやなんでも相談室のことは初めから存在自体を快く思っておらず、毎回何らかの不祥事で冬彦たちの辞職となんでも相談室の解散が決まった際は有頂天になっていたこともあったが、S4では管理官である小暮がなんでも相談室の解散を告げた際は動揺し、最後には自分の裁量で冬彦たちの辞職を撤回すると共になんでも相談室を復活させるなど粋な計らいを見せた。
氷川小百合（ひかわ さゆり）
演 - 若村麻由美（S2）
経歴：警視庁刑事部捜査第一課
→ 警視庁公安部 参事官
→ 警視庁杉並中央警察署 副署長（S2）
階級：警視正。
副署長。かつて首相や大臣の護衛も務め、公安部の参事官にまで昇りつめる。これまでに登場した杉並中央警察署署員の中で唯一、冬彦より階級が上である。愛車はポルシェ・ボクスターで、着任初日から署に乗り付けて来る。強固な信念を持っており、一度口にしたことは変えない。
小百合も冬彦のZレポートを所持している。その内容は元総理・沢村和男の総理大臣暗殺未遂事件についてである。
三谷誠の自殺で辞表を提出したが、副総監から冬彦の提出したレポートの処理を任されることになったため受理されなかった。

### 警視庁

#### 刑事部捜査第一課 刑事
伊達春馬（だて はるま）
演 - 駿河太郎（S2）
階級：警視
係長。複数の部下を従えている冬彦の同期。上級職（キャリア）試験の成績が二位だった秀才。
水上真
演 - 清水優（S2）
階級：巡査部長
伊達の部下。
山下翔太
演 - ナカムラアツシ（S2）
階級：巡査部長
伊達の部下。
古河祐介（ふるかわ ゆうすけ）
演 - 手塚とおる（S1 / S3 / S5第6話・第7話）
経歴：警視庁杉並中央警察署刑事課 主任（S1）
→ 警視庁刑事部捜査第一課13係 主任（S3）
階級：警部補
現場のたたき上げで経験が豊富ゆえに、刑事としてのプライドと誇りが人一倍強い。冬彦からは名字の読みを「こが」と間違って覚えられている。
寅三とも犬猿の仲で冬彦の分析を机上の空論だと決めつけ、対抗心から冬彦らに嫌味を言う。
すべて自分の手柄にしてしまうハイエナ根性があるが、寅三の殉死した元相棒の大島を気遣うなど人情に厚い面も見せる。
佐藤圭作が遺体で発見された事件で、上から自殺として決着されることに疑問を抱き、冬彦に協力し、一旦逮捕した尾間邦彦をわざと逃がして島本刑事局長に向かうように仕向ける。
ウエディングドレスを着た女性の連続死体遺棄事件では、最初は桐ヶ谷英人を犯人として事件を終わらせようとした金田一に従っていたが、後に体を張って金田一を説得する横山の姿を見たことで心を動かし、自らも金田一の説得に加わる。
バツイチで子供と二人暮らし。
小林優太
演 - 栗山航（S3 - S4）
階級：巡査長
13係の刑事。S3は古河の部下で、S4は今川の部下。
今川兵馬
演 - 宮川一朗太（S4）
階級：警部補
13係の叩き上げ刑事。冬彦から「イマイチさん」と呼ばれている。冬彦たちなんでも相談室のことは良く思っていない。最終回では息子の事件を隠蔽しようとした警視総監の加倉井と隠蔽に加担した管理官の小暮を逮捕し、事件を解決に導いた冬彦たちに感謝すると共に敬礼した。
鬼塚純平
演 - 本宮泰風（S5）
階級：警部
刑事。寅三の警察学校の同期。青いサングラスをかけていて、冬彦から「青鬼さん」、「鬼平さん」などと呼ばれている。
前田敦
演 - 木戸邑弥（S5）
階級：巡査長
刑事。冬彦から「舎弟くん」と呼ばれている。

#### 刑事部捜査第一課 管理官
細谷誠一（ほそや せいいち）
演 - 矢島健一（S2）
管理官。冬彦からは名前の呼びを「ほそたに」と間違って覚えられている。
金田一修
演 - 平岡祐太（S3）
階級：警視
管理官。冬彦と同じく、東大卒で公務員一種試験をトップ合格したキャリア。冬彦を先輩と慕っているが、実は冬彦を利用し、事件の調査についても監視し、田崎副総監と連絡を取り合っている。また、ゼロレポートを所有している。
ウェディングドレスを着た女性の連続死体遺棄事件では過去の初動捜査のミスを隠蔽しようとする副総監の命令でSITに桐ヶ谷の射殺命令を下し、そのまま犯人死亡で事件を終わらせようとしたが、後に横山と古河の説得の末に考えを変え、警察官としての正義で真犯人の逮捕に乗り出し、冬彦に協力する。
解決後は全てを包み隠さずに記したゼロレポート2を監察および副総監に提出し、副総監から命令に背いたことを咎められるが、逆に「自分は警察官で居たい」と言い返す。
冬彦からは「金田一くん」とくん付けで呼ばれている。
小田島龍美
演 - 斉藤由貴（S4）
経歴：早慶大学法学部法律学科
→ 警視庁目黒中央警察署刑事課
→ 警視庁刑事部捜査第一課
→ 休職
→ 警視庁刑事部捜査第一課（S4）
階級：警視
管理官。冬彦から「たつみん」と呼ばれている。
6年前に神沼洋を逮捕する。その際、神沼に頭部を撃たれ、その後、後遺症とみられる頭痛持ちで、鎮痛剤が欠かせなくなり、ひどいときには自力で歩行できなくなるほど悪化する時がある。
神沼が警察の捜査網をかいくぐり逃走したことや言動から、龍美が神沼に情報を提供したのではないかと寅三に疑われる。
冬彦、寅三とともに神沼を追い詰めた際、神沼の催眠に掛かりそうになるが、事前に自身が身に着けていた髪留めを太腿に刺して痛みを感じることで自我を保つ。
保科玲
演 - 中山美穂（S5）
経歴：
→ 警視庁丸の内東警察署
→ 警視庁刑事部捜査第一課
→ 警察庁科学警察研究所犯罪行動科学部捜査支援研究室
→ 公安警察外事課
→ 警視庁刑事部捜査第一課（S5）
管理官。10年前に冬彦が科学警察研究所に配属されていた時のチーム長。冬彦から「保科先輩」と呼ばれていたが、呼び方を「保科姉さん」に変えられた。
2年前、警視庁の上層部宛てに届いたオメガレポートから密輸組織のスパイが公安内部にいることを知り、強制捜査に踏み切った際、婚約者の岸明久を射殺した。
冬彦に冷たい態度をとっていたが、実は腐敗した警察を立て直すためには冬彦が必要だと考えていたため、冬彦が暴走しないよう守っていた。

#### 刑事部
前川俊也
演 - 吉田栄作（S4）
刑事部部長。
6年前も小田島龍美の上司。脱走した神沼洋の追跡をするにあたり冬彦を特命係に任命する。
寺田寅三に捜査一課への復帰を打診したが、断られている。
7年前に娘の宮原美優を奥寺透に殺されており、証拠がないため逮捕できないことで個人として奥寺を殺そうとしたが、命乞いをして号泣する奥寺を目の当たりにして躊躇する。その奥寺を神沼が「処刑」し、志が同じであると知ったことにより、神沼に情報を提供し、「処刑」を手助けしていた。そして、神沼が逮捕された後、息子の事件を隠蔽しようとした警視総監の加倉井を殺そうとするも真相を突き止めた小早川たちなんでも相談室に阻止され、小早川たちの説得の末に殺害を止め、最後は駆け付けた今川たちに逮捕された。

### 警察庁
島本雅之（しまもと まさゆき）
演 - 団時朗（S1）
階級：警視監
刑事局長。
7年前当時、警視庁キャリアだった尾間邦彦が闇金社長・高岡に脅迫されて逆上し、ナイフで刺殺したことを知り、証拠をねつ造し高岡から多額の借金をしていた小原茂樹に罪を着せる。この事件に疑問を抱き、独自調査をしていた冬彦の動向に目を光らせ、なんでも相談室（通称・ゼロ係）を警視庁杉並中央署生活安全課に新設し、現場勤務を希望した冬彦を配属させ亀山に監視・報告させていた。
佐藤圭作が遺体で発見されたことをきっかけに冬彦が調査を本格化し、冬彦の計略で一旦逮捕した尾間邦彦をわざと逃がして島本の元に向かうように仕向けていたため、警視総監・中村幸一との会食中に、事件の真相が露呈し、最終的には犯人隠避の罪で逮捕される。

### 政治家と秘書
沢村和男
演 - 小林稔侍（S2）（21歳：布川隼汰〈S2最終話〉）
元総理大臣。民児党代議士。冬彦から「おじいちゃん」と呼ばれている。
53年前に大友勝信を殺害し、遺棄。後に遺体を遺棄した土地を手に入れたが、オリンピック開催のために手放し、代わりに監視をしている。10年前には、大友勝信殺害の唯一の目撃者である長田正彦を私設秘書の三谷誠に殺害させる。
疑問を抱いた冬彦によって三谷が自殺した後に真相を暴かれ、最終的には説得の末に逮捕される。
長田正彦
演 - 浜田晃（S2）（21歳：佐藤佑哉〈S2最終話〉）
10年前の民児党幹事長。娘は元秘書で現内閣府特命担当大臣の長田瞳。
53年前に沢村和男が大友勝信を殺害し、遺棄した現場を目撃しており、後々民児党の幹事長までになった際に当時総理大臣だった沢村和男が自身の不正な行為を押し付けようとしたことから53年前のことを公表しようと決心したが、最後は沢村和男の命を受けた三谷誠によって暗殺未遂事件に偽装された上で殺害される。
亡くなる前に証言を録画したビデオテープを幼いころの瞳の写真立てに隠して瞳に送っており、それが10年後の沢村和男の逮捕に繋がる。
三谷誠
演 - 高橋光臣（S2第5話 - 最終話）
沢村和男の私設秘書。元自衛官。かつて長田瞳と交際していた。
10年前に、沢村の指示で長田正彦を狙撃し、その罪を神原保に着せた上で神原を自殺に見せかけて殺害する。
10年後、「沢村総理暗殺未遂事件」の再調査で真相が発覚しそうになり、今川仁志と室井宏明を刺殺し、署に戻る途中の桜庭勇作を刺して今川が記録したノートを奪うが、追い詰められて沢村を庇うために沢村からもらったコインを見つめた後、拳銃自殺する。

### 居酒屋「春吉」
国仲春吉
演 - 加藤茶（S1 - SP2）
店主。冬彦によると春吉の料理は「塩分が多い」らしく、「まずい!」とダメ出しされている。
氷川小百合が副署長に就任したことを知り、歓迎会を開いて居酒屋「春吉」を贔屓にしてもらおうともくろむが中止になってしまう。
また、料理に作られた酢豚を冬彦たちに出したが見抜かれてしまい、遥に軽蔑されてしまう。
2号店、カフェ「ラッキースプリング」の営業も始めた。
国仲遥
演 - 加藤綾菜（S1 - SP2）
春吉の娘。岩瀬厚一郎と寅三が内密の話をする際には、使いに出されてしまう。
高木ビー
演 - 高木ブー（S2第7話 / S4最終話 / S5第7話）
春吉の友人。ウクレレの男。
仲本工一
演 - 仲本工事（S3第5話 / S4最終話 / S5第7話）
春吉の知人。

### その他
岩瀬厚一郎
演 - 寺島進（S1）
情報屋。居酒屋「春吉」の常連客。寅三とは長年の付き合い。詩集を持ち歩くなど意外な面もある。
元刑事で、警視総監・中村幸一の運転手をしている。
大島警部補
演 - 神尾佑（S1第4話・第5話 / S5第1話・第8話）
故人。寅三の元相棒であり、寅三と結婚する予定だった。寅三が刑事を続けているのは、殉職の際に言い残した「刑事をやめるな」の遺言を守っているからである。
神原保
演 - 関ヒロユキ（S2第2話・第7話・最終話）
10年前の総理大臣暗殺未遂事件の容疑者。
車の中でライフル自殺した姿で発見されるが、実際は自殺ではなく真犯人である三谷誠に罪を着せられ殺害される。
湯川春樹（ゆかわ はるき）
演 - 石坂浩二（特別出演）（S3）
海應大学附属病院の院長。神奈川県警で司法解剖を担当し、様々な難事件を解決に導いた元・天才監察医。
他人への気配りができず、思ったことをそのまま口にする性格で、冬彦以上にKYで変人。その経験と観察眼で冬彦に事件のヒントを与えることも。手土産などを要求するので、冬彦に「ワイロ先生」と呼ばれている。
実相寺秋江の検視を担当し、その際に体に蝶の鱗粉が付いていたことを冬彦たちに話したことが実相寺忠の殺害動機の手掛かりになる。
冬彦の依頼で、一度は断ったが、連続失踪事件の1人目の失踪者「岡本美香」および2人目の失踪者「沢井沙織」の解剖を実施している。
失踪者の解剖で見つけたある物と遺体が遺棄された場所から、犯人が娘の小夜子であることに気付き、娘を庇うために自らの仕業に見せかけた上で全ての罪を被ろうとしたが、冬彦によって全てを見抜かれ、最終的に冬彦を通じて娘と和解した後は娘の連行と共に自身も犯人隠避で逮捕される。
湯川小夜子
演 - 有森也実（S3第5話 - 最終話）
湯川春樹の娘。
過去に事故に遭った娘の希美が搬送先の病院で亡くなったことを不審に思い、調べた末に治療が後回しにされたことに加えて直接の死因を見抜けなかった病院側のミスによって娘が死亡したことを知り、その復讐のために当時治療に当たっていた者の娘たちである岡本美香、沢井沙織、米倉萌絵の三人を拉致した上で手に掛け、5年後に元凶である川辺守の帰国に伴って、三人の遺体をそれぞれ遺棄した。
その後、川辺の娘の七海を拉致し、手に掛けようとしたが、全ての真相に辿り着いた冬彦に阻止され、寅三や冬彦、春樹の説得により投降し逮捕される。
岡本美香
演 - 橘美樹（S3第2話 - 最終話）
女性連続失踪事件で姿を消した1人目の失踪者。当時23歳の会社員。家族は父親の和樹。
2018年に神奈川県神山湖畔で純白のウェディングドレスを着て防腐処置した状態の遺体で発見される。
沢井沙織
演 - 瀬川ももえ（S3第4話 - 最終話）
女性連続失踪事件で姿を消した2人目の失踪者。当時29歳の会社員。家族は父親の啓介。
2018年に東京都八王子市の森の中で純白のウェディングドレスを着て防腐処置した状態の遺体で発見される。
米倉萌絵
演 - 御影宇那（S3第6話・最終話）
女性連続失踪事件で姿を消した3人目の失踪者。当時20歳の大学生。家族は母親の早苗。
2018年に東京都杉並区の貯水池で純白のウェディングドレスを着て防腐処置した状態の遺体で発見される。
桐ヶ谷英人
演 - 姜暢雄（S3第5話 - 最終話）
葬儀社に勤める男性。
自分の欲望を満たすために拉致した本条靖子を手に掛けようとしたところを冬彦たちに見つかり、10年前の事件は自分が犯人であると白状したものの、ゼロレポートに関する連続死体遺棄事件に関しては否認しようとしたところを金田一の指示を受けたSITによって射殺される。
神沼洋
演 - 中野裕太（S4）
“吸血鬼”という異名を持つサイコパス。声色を使える他、舌打ちをするだけで他人を喋らせたり操作したり出来る。また、故意に血液を吐き出すことなども可能。「（犯した）罪は償わせるべきだ」が口癖で、神沼の信念でもある。黒い一角獣の折り紙の裏側にメモを書き、それを冬彦の手に渡るような形で残していく。
冬彦が科警研にいたときに神沼についてのレポートを制作しようと神沼に手紙を出して面会しようとしたが断っている。その後、二人の人間を拉致監禁し、遠隔操作の指示で決闘させる事件が起きた際に刑事部長を通じて冬彦に連絡し面会する。冬彦に事件についてのヒントを与えた後に拘置所から脱走、警官に変装し鴨井達彦を殺害し逃走する。
その後、居酒屋「春吉」で本条靖子に接触、前述の折り紙を渡す。
前述の通りサイコパスではあるものの、無差別に殺人を犯しているのではなく、罪を犯したものの法の不備により逮捕されず、また裁判も行われずに普通に生活している者を「処刑」している。前川の娘、宮原美優を殺したが証拠がなく立件されなかった奥寺を前川に代わって「処刑」して以来、前川から情報を得て犯行を重ねていた。そして、自身の手口を真似て殺人を行った加倉井純を殺害しようとするも、最終的には駆け付けた冬彦たちに逮捕された。
奥寺透
演 - 水石亜飛夢（S4第1話・第2話・第7話・最終話）
神沼に1人目に殺害された10代後半の男子学生。喉元を切り裂いて殺害される。
生前、奥寺は宮原美優殺害の罪を犯すが証拠不十分で逮捕されなかった。
高部文乃
演 - 松島志歩（S4第1話・第2話・第7話）
神沼に2人目に殺害された20代女性会社員。腹部を3回刺し殺害される。
生前、高部は婚活サイトで知り合った高齢男性と結婚するが、その男性を練炭自殺で亡くす。高部は保険金殺人の疑いで事情聴取を受けるが立件されなかった。
古賀智
演 - 小林正樹（S4第1話・第2話・第7話）
神沼に3人目に殺害された60代の飲食店経営者。絞殺されたうえ、吊されて発見される。
生前、古賀は連続絞殺魔の容疑で警察からマークされていたが、証拠がなく時効が成立する。数年後に再鑑定して犯人と古賀のDNAが一致する。
若尾史織
演 - 恩田愛（S4第1話・第2話・第7話）
神沼に4人目に殺害された30代の主婦。鉄パイプで撲殺される。
生前、若尾は4歳の娘が風呂場で溺死する事故で虐待の疑いで警察に捕まるが、証拠不十分で釈放される。
会田克正
演 - 岩本淳（S4第4話・第7話）
脱獄した神沼に殺害された裁判官。
生前、会田は海外旅行先で交通事故を起こし妻を亡くす。だが渡航前に多額の保険金をかけていたことが発覚し警察に任意同行されるが、殺意は立証されなかった。
岸明久
演 - 平山祐介（S5第6話 - 第8話・最終話）
公安警察外事課の刑事。ヨーロッパの密輸組織のスパイ。2年前、密輸組織の強制捜査に踏み切った婚約者の保科玲に射殺された。
上野晶子
演 - 倉田奈純（S5第2話 - 第5話・第8話 - 最終話）
10年前の脳なし殺人事件の被害者。死亡時44歳。
松永一也に誘拐され、飯塚勝と真中伸一に殺害された。
狩野芳枝
演 - かまくらあや（S5第2話 - 第5話・第8話 - 最終話）
10年前の脳なし殺人事件の被害者。死亡時47歳。
松永一也に誘拐され、飯塚勝と真中伸一に殺害された。
大島ひかり
演 - 七生奈央（S5第2話 - 第5話・第8話 - 最終話）
10年前の脳なし殺人事件の被害者。死亡時46歳。
松永一也に誘拐され、飯塚勝と真中伸一に殺害された。
阿部奈月
演 - 宮島はるか（S5第2話 - 最終話）
最初の脳なし殺人事件の被害者。25歳。
交際していた男性にDVを受け、逆に重傷を負わせ傷害で服役していた。
松永一也に誘拐され、飯塚勝と大平真人に殺害された。
池田妙子
演 - 名取えりか（S5第5話・第7話 - 最終話）
2番目の脳なし殺人事件の被害者。24歳。
傷害事件を起こして服役していた。
松永一也に誘拐され、飯塚勝と大平真人に殺害された。
吉﨑仁美
演 - 久保桜（S5第8話 - 最終話）
3番目の脳なし殺人事件の被害者。24歳。
窃盗罪を起こして服役していた。
松永一也に誘拐され、飯塚勝と大平真人に殺害された。
島郁人
演 - 松田慎也（S5第7話 - 最終話）
シルエットの男。
子供の頃に罪を犯す。保護司は松永一也で、飯塚勝のもとで働くようになる。脳なし殺人事件の被害者を死体遺棄したのは島である。
飯塚彩香
演 - 内海誠子（S5第8話 - 最終話）
車椅子の女。脳腫瘍患者。
難しい箇所に腫瘍ができたため、父親の勝は練習台として、彩香と同じ20代の女性を松永に誘拐させ人体実験した。勝にこれ以上罪を重ねさせないため、彩香は「マリオネット」と名乗り、なんでも相談室のサイトの冬彦宛てに様々な書き込みをしていた。自宅に訪ねてきた冬彦に勝のことを話し、勝を止めてほしいと頼んだあと息を引き取る。
10年前、母も彩香と同じ箇所に脳腫瘍ができたため、勝は母と同じ40代の女性を松永に誘拐させ人体実験していた。

### 特別出演
北条百合子
演 - 名取裕子（S4最終話）
自身が追っている如月光太郎の行方を聞こうと訪ねてきた神奈川県警の刑事。

### ゲスト
FIRST SEASON / SECOND SEASON / THIRD SEASON / SEASON4 / 出張捜査SP / SEASON5 / 愛と涙のさよならスペシャル / スカイフライヤーズ

#### FIRST SEASON（2016年）
第1話「変人? 悪人? 36歳の新人刑事あらわる!」、第2話「22時の放火魔vs変人刑事! 絶体絶命!?」
- 杉内義久（警視庁杉並中央警察署刑事課兼生活安全課 課長） - 半海一晃
- 南郷正敏（赤龍会 組長） - 大浦龍宇一
- 石嶺剛（警視庁 監察官） - 大鷹明良
- 中曽根達郎（赤龍会 幹部） - 國本鐘建
- 崎山晋也（木村熱処理工業所 工員） - 須田邦裕
- 麻田さやか（迷子の少女） - 後藤由依良
- 沢田邦枝（徘徊老人） - 藤田弓子（第1話のみ）
- 木村勝男（木村熱処理工業所 副社長） - 三浦誠己（第1話のみ）
- 沢田（邦枝の息子） - 森山栄治（第1話のみ）
- 皆川太郎（木村熱処理工業所 工員） - 荒谷清水（第1話のみ）
- 沢田（邦枝の義娘） - 今藤洋子（第1話のみ）
- 井村（練馬西警察署 刑事） - 松本勝（第1話のみ）
- 村山正四郎（警視庁捜査一課 管理官） - 山崎潤（第2話のみ）
- 麻田（さやかの父） - 俊藤光利（第2話のみ）
- 麻田（さやかの母） - 森レイ子（第2話のみ）

第3話「連続殺人犯は10代? KY刑事vsヤンキー」
- 宮島沙月（桐秀学園高等学校 生徒） - 水上京香（幼少期：高野友愛〈ノンクレジット〉）
- 神崎正勝（桐秀学園高等学校 生徒・沙月の幼馴染） - 松島庄汰（幼少期：小山大輝〈ノンクレジット〉）
- 森村智之（桐秀学園高等学校 教師） - 相島一之
- 福沢仁志（桐秀学園高等学校 教師） - 金子昇
- 今西利治（コンビニ店長） - モロ師岡
- 西森隆弘（コンビニ店員・祥子のストーカー） - 松尾諭
- 鮎川祥子（桐秀学園高等学校 教師・生活指導員） - 吉川麻美

第4話「奇妙な誘拐犯! 身代金は1億か5億か?」
- 温井栄介（ヌクイ自動車 社長） - 佐野史郎
- 桂木真歩（ヌクイ自動車 社長秘書） - 木下あゆ美
- 横尾陽夫（横尾花店 経営者・ヌクイ自動車 元クレーム担当） - 東根作寿英
- 市川安弘（修理工場従業員・ヌクイ自動車 元クレーム担当） - おかやまはじめ
- 大友（警視庁捜査一課特殊班 係長） - 信太昌之
- 峰岡（警視庁捜査一課 管理官） - 池田政典
- 駒田栄次（半年前ヌクイ自動車の車で事故を起こした男） - 大西武志
- 温井穂乃香（栄介の妻） - 赤間麻里子
- 温井莉子（栄介と穂乃香の娘・誘拐される） - 矢崎由紗
- 川崎健（ヌクイ自動車 主任） - 原田琢磨
- 諸岡里美（愛犬トラオの飼い主） - ふくまつみ
- 駒田（栄次の妻・半年前交通事故死） - 加茂美穂子
- 駒田（栄次の娘・半年前交通事故死） - 筧礼

第5話「母娘見間違い殺人? 変人刑事撃たれる!」
- 利根川和明（貿易会社取締役） - 山崎銀之丞
- 太田文平（喫茶店「BANFF」店長） - 金井勇太
- 恩田浩（中溝運送 社員・仁美の元恋人） - 内村遥
- 小菅光春（元暴力団員） - 久保田創
- 利根川静江（和明の妻） - 杉山彩子
- 利根川仁美（和明と静江の娘・女子大生） - 筒井萌子

第6話「12人の人質を狙う爆弾魔! 止められないメリーゴーランド?」
- 金村誠一（結婚詐欺師） - 袴田吉彦
- 安永珠代（誠一の恋人） - 小沢真珠
- 徳丸孝則（杉並の森遊園地 係員） - 武野功雄
- 磯沼茂晴（杉並の森遊園地 係員） - 山本圭祐
- 小牧綾子（結婚詐欺の被害者） - 幸野紘子
- 武下美咲（小牧綾子のルームメイト） - 森祐佳

最終話「さらば冬彦! 7年間封印された巨悪の陰謀Ｘレポートを暴け!」
- 尾間邦彦（警視庁キャリアから一部上場企業に天下る・7年前の小原の取調べ担当者） - 東幹久
- 佐藤圭作（元警視庁西新宿警察署 刑事） - 徳井優（S1第6話）
- 中村幸一（警視総監） - 竜雷太
- 小原茂樹（西新宿中町四丁目ビル内会社役員殺人事件の容疑者） - 内田健介（S1第6話）
- 小原夏音（茂樹の娘・中学生・茂樹の逮捕後は佐藤に引き取られる） - 川島鈴遥（幼少期：岩崎未来）
- 高岡（闇金社長・7年前死亡） - ボブ鈴木（S1第6話）

#### SECOND SEASON（2017年）
第1話「凶悪模倣犯VS天才変人刑事」、第2話「止まらない連続模倣殺人!」
- 浜野秀一（警視庁 刑事部長） - 加藤雅也
- 岡崎聡（天藝出版 編集者・風間の担当） - 忍成修吾
- 風間輝樹（小説家） - 村杉蝉之介
- 富田信二（豊洲不動産 営業部長） - 遠山俊也
- 伊藤美誠（卓球の五輪メダリスト） - 伊藤美誠（本人役・第1話のみ）
- 小林雅子（豊洲不動産第一営業部 課長） - 堀ひろこ（第1話のみ）
- 岡崎美香（聡の妹・6年前ひき逃げされ死亡） - 長谷川美蘭（第2話のみ）
- 岡崎雄二（聡と美香の父・岡崎鉄工所 元社長・6年前ひき逃げされ死亡） - 伊藤富美也（第2話のみ）
- 岡崎雅子（聡と美香の母・雄二の妻・6年前ひき逃げされ死亡） - 佐久間まち子（第2話のみ）
- 斉藤楓（天藝出版編集部 社員・風間の元担当） - うえのやまさおり（第2話のみ）

第3話「生放送中の殺人! 2つの完全犯罪…」
- 菅野留美子（女優） - 財前直見
- 植松浩二（テレビジャポンのディレクター） - 岡田浩暉
- 坂巻奈々（アイドル） - 増田有華
- 麻生恵一（ゼロ係に相談に来た市民） - 木本武宏
- スマイリー福本（「ゲッツDEワンダフル」月曜MC） - ダンディ坂野
- 森本智子（「ゲッツDEワンダフル」MC） - 森本智子（本人役）

第4話「殺人バスツアー」
- 池澤貴梨子（磯山観光営業部・婚活バスツアーの添乗員） - 小林涼子
- 岡野誠司（婚活バスツアーの乗客） - 河相我聞
- 磯山大介（磯山観光 社長） - 小松利昌
- 松尾智（磯山観光 専務） - 坂西良太
- 金山健二（杉並南労働基準監督署 監督官） - 頼田昂治
- 中嶋瑞希（磯山観光 添乗員） - 細野今日子
- 夏川絵里（婚活バスツアーの乗客） - 梶原みなみ
- 西和也（磯山観光 営業所長） - 水野智則
- 森弘泰（三田電機のエンジニア） - 森永徹
- 森麻衣子（森の娘・磯山観光 元契約社員・3か月前駅の階段でめまいを起こし転落死） - 丹羽満里奈
- 戸田（磯山観光 経理部長） - 川嶋秀明

第5話「連続吹き矢殺人」
- 高梨健一（鑑識課員） - 螢雪次朗
- 高梨舞（関東記念総合病院 心療内科カウンセラー・高梨の娘） - 佐藤めぐみ
- 佐藤蔵子（佐藤の妻） - 町田マリー
- 宍戸郁恵（宍戸の妻） - 宝積有香
- 三宅凛子（関東記念総合病院 心療内科カウンセラー助手） - 橘美緒
- 佐藤善浩（ネット通販会社CEO） - 境浩一朗
- 宍戸孝彦（中央第一商事 係長） - 河野マサユキ
- 田宮学（鑑識課員） - 平川博晶
- 宍戸慎太（宍戸と郁恵の長男） - 川口和空

第6話「奇妙な立て籠もり犯」
- 塚本英治（塚本の息子） - 髙橋洋
- 田知本遥（リオデジャネイロオリンピック女子柔道70kg級金メダリスト） - 田知本遥（本人役・スペシャルゲスト）
- 越中吾郎（警視庁特殊班「SIT」隊長） - 井上肇
- 不二井宏太（不二井建設 社長） - 小須田康人
- 礼子（慶太の母） - 渡辺舞
- 塚本（寝たきり老人・本名「三宅重雄」） - 春延朋也
- 不二井（不二井建設 会長・宏太の父） - 児玉謙次
- 杉山咲（ファミリーレストラン従業員・立てこもり事件の人質） - 濱野りれ
- 慶太（立てこもり事件の人質・喘息の持病がある子供） - 磯部冬弥

第7話「遂に最終章…ゼロ係VS闇に潜む巨悪」、最終話「さらばゼロ係…総理暗殺の謎が明かされる」
- 長田瞳（内閣府特命担当大臣・長田正彦の娘で元秘書） - 南野陽子
- 室井宏明（神原保の仲間のテロリスト幹部・氷川小百合のS・末期がん患者） - 斎藤歩
- 今川仁志（大井田工場 作業員・元警視庁警護課 警部で10年前の沢村和男のSP） - 中田敦夫
- 今川佳穂（今川の妻） - 築山万有美（第7話のみ）
- 真中孝志（民児党 幹事長） - 藤田宗久（最終話のみ）
- 大友勝信（白骨遺体） - 佐奈宏紀（最終話のみ）

#### THIRD SEASON（2018年）
第1話「留置場からの殺人予告」、第2話「犯人は猟奇殺人を予言したカリスマ精神科医?」
- 実相寺忠（精神科医・スピリチュアルカウンセラー） - 嶋田久作（少年期：横山歩）
- ジェームズ富沢（弁護士） - マイケル富岡
- 篠崎和也（弁護士） - 渋江譲二
- 中西英和（警視庁杉並中央警察署 留置所担当） - 野村修一
- 実相寺秋江（実相寺の母・40年前事故死） - 東風万智子
- 山本真奈（1人目の殺人被害者・あかり生命 営業） - 柳生みゆ
- 羽島絵美里（4人目の殺人被害者） - 仁科あい
- 宮島明日香（5人目の殺人被害者） - 萬歳光恵
- 日高陽子（2人目の殺人被害者・佐々波出版 編集アシスタント） - 珠羅
- 戸田五月（3人目の殺人被害者・はやぶさグリル 料理スタッフ） - 府川祥子
- 吉岡ちえこ（海應大学附属病院 入院患者） - 松風はる美（第1話のみ）
- 佐藤好子（海應大学附属病院 産婦人科医） - 枝元萌（第2話のみ）
- 森山美幸（あかり生命 営業・真奈の同期） - 一双麻希（第2話のみ）

第3話「殺人犯は記憶喪失…ゼロ係×池の水 奇跡のコラボ」
- 本間剛史（記憶喪失の男・笠原プレス機械 元従業員） - 赤井英和
- 田中直樹（テレビ番組「緊急SOS!池の水ぜんぶ抜く大作戦」MC） - 田中直樹（ココリコ）（本人役）
- 笠原俊子（笠原の妻） - 青木さやか
- 広井（笠原プレス機械 従業員） - 山本龍二
- 笠原貴明（笠原プレス機械 社長） - 本間剛
- 山中秀樹（テレビ番組「緊急！公開捜査SP2018」司会） - 山中秀樹（本人役）
- アリ（笠原プレス機械 従業員） - 蟹江アサド
- 柿崎仁（犯罪心理学者） - 池浪玄八
- 吉原美紀（テレビ番組「緊急！公開捜査SP2018」アシスタント） - 山田桃子
- 諸岡広志（失踪した息子を探す相談者） - 田上ひろし
- 諸岡雅美（諸岡の妻） - 中島奏
- 桃香（タレント） - 音希風花
- 大久保秋吾（国際弁護士） - 高田健一
- 笠原圭（笠原と俊子の息子・小学生） - 大石稜久（ノンクレジット）

第4話「殺人暑中見舞い」
- 磯松国夫（千恵子の夫） - 伊東四朗
- 磯松千恵子（認知症） - 岩本多代
- 笹村遼一（毎朝新聞社 記者） - 平子祐希
- 笹村祥子（笹村の妻） - 宮下ともみ
- 益山由美子（新貝の元妻） - 宮田早苗
- 新貝和正（2か月前癌で死亡） - 平川和宏
- 磯松芳樹（磯松の孫・1か月前から行方不明） - 中田晴大
- 益山久美（新貝と由美子の次女・直美の妹） - 内田未来
- 新貝直美（新貝と由美子の長女・いじめを苦に自殺） - 渡辺優奈
- 笹村美優（笹村と祥子の娘） - 渋谷南那

第5話「殺人慰安旅行」
- 富永志乃（ほっこり亭旅館 女将） - 山村紅葉
- 狭川達哉（鷲の湯ホテル オーナー） - 賀集利樹
- 藤枝かずえ（ほっこり亭旅館 女中） - 山下容莉枝
- 芝原徹（ほっこり亭旅館 番頭） - 苅谷俊介
- 滝沢妙子（温泉アナリスト） - 常石梨乃

第6話「作家毒殺の犯人? マスコミを手玉に取る30歳下の美人妻。」
- 加賀美紗耶（クラブ「LIBRET」オーナーママ・加賀美の妻） - 壇蜜
- 加賀美純（ベストセラー作家） - 佐戸井けん太
- 町田志穂（加賀美のマネージャー） - 東松史子
- 鈴原和代（加賀美家の家政婦） - 高尾祥子
- 上川哲平（ゆめかぜ書房宣伝部 社員） - 草野イニ
- 菊池里香（ゼロ係に相談に来た岩手弁の女性） - 井桁弘恵
- 菊池（里香の弟） - 鴇田蒼太郎
- 上野（本屋店長） - 鈴木アキノフ
- 菊池（里香の父・定食屋主人） - 尾花かんじ
- 菊池（里香の母） - 若野裕子
- アオイ（キャバクラのホステス） - 八代みなせ

最終話「完結・ウエディングドレス連続殺人」
- 川辺守（聖ロザリオ総合病院 理事長） - 羽場裕一
- 田崎雄一（警視庁 副総監） - 飯田基祐
- 米倉早苗（萌絵の母・聖ロザリオ総合病院 元看護師長） - ふせえり
- 松宮希美（小夜子の娘で旧姓「湯川」・5年前死亡） - 吉村優花
- 松宮俊也（希美の夫・希美が死んだ3日後に自殺） - 中山卓也
- 岡本和樹（美香の父・聖ロザリオ総合病院 元外科医） - 山賀教弘
- 沢井啓介（沙織の父・聖ロザリオ総合病院 元検査技師） - 井川哲也
- 川辺七海（川辺の娘） - 木島杏奈
- 島岡瞳（10年前に防腐処置した状態で発見された遺体） - 青木愛美

#### SEASON4（2019年）
第1話「1億2680万人が標的!? 死神ピエロの殺害予告 3つの連続殺人ゲームに隠された'罪と×'KY刑事VS脱獄死刑囚 完全犯罪トリック!」
- 山口薫（死神ピエロ事件の第3の被疑者・犯罪心理学者・旧姓「笹本」） - 足立梨花（小学生：古川凛）
- 鴨井達彦（サニーテレビのプロデューサー） - 福士誠治（S4第7話〈回想〉）
- 財前和夫（「報道LIVE! ニュースにズーム」キャスター） - 木下ほうか
- 島谷加奈（死神ピエロ事件の第1の被疑者・主婦） - 原田佳奈
- 藤岡聡（死神ピエロ事件の第2の被疑者・バーテンダー） - 阿部亮平
- 鈴木正子（死神ピエロ事件の第3の被害者・フリーライター） - 氏家恵
- 川崎明（元警視庁捜査一課 刑事） - 山田明郷
- 笹本信子（薫の母・20年前に交通事故で息子が死亡しその後自殺） - 春木みさよ
- 高橋（20年前の目撃者） - 越村公一
- 真鍋栄一（死神ピエロ事件の第1の被害者・会社員） - 菊池豪
- 川西保志（死神ピエロ事件の第2の被害者・セールスマン） - 野中隆光
- 新田（サニーテレビのプロデューサー） - 鷲尾英彰
- 船島（警官） - 棚橋ナッツ

第2話「法廷で毒殺!? 100%不可能密室殺人の謎…空白120秒トリック」
- 松井綾子（シティベスト総合法律事務所 弁護士） - 雛形あきこ
- 植草正行（シティベスト総合法律事務所 パラリーガル） - ドロンズ石本
- 森康夫（JIB化学工業開発部 部長） - 冨家規政
- 青木敬之（JIB化学工業営業本部 部長・痴漢事件裁判の被告人） - 加藤満
- 新見（JIB化学工業営業本部 社員・青木の部下） - 大塚ヒロタ
- 坂井茜（痴漢の被害者） - 若林薫
- 久保田誠（JIB化学工業 元社員・綾子の父・18年前病死） - 古屋隆太
- 川谷翔太（痴漢の目撃者） - 松本卓也

第3話「100%不可能殺人!? 透明人間VS週刊誌記者 殺意のスクープ写真」
- 青島千晶（女優） - 杉本彩
- 中谷恭一（小説家） - 金山一彦
- 梶原健介（プロゴルファー） - 竹財輝之助
- 永野（ゼロ係に相談に来た芸人） - 永野（本人役）
- 根元宏（週刊ゴシップ 編集長） - 桜井聖
- 中本花江（メイド喫茶「いろは」店員・ゼロ係に相談に来る） - 富山えり子
- 福永明文（フリーライター） - 村本明久
- 村井（勇気の母） - 滝川ひとみ
- 村井勇気（野球少年） - 柳下晃河

第4話「99人が毒殺を目撃! 凶器の'殺人目薬'と美女の遺言トリック」
- 西崎浩介（お笑いコンビ「ダイアナ」のボケ） - ユースケ
- 津村篤宏（お笑いコンビ「ダイアナ」のツッコミ） - 津田篤宏
- 浜田健司（お笑いコンビ「カンハマー」のツッコミ） - 浜谷健司
- 菅野伸一郎（お笑いコンビ「カンハマー」のボケ） - 神田伸一郎
- 佃卓也（お笑いコンビ「ダイアナ」のマネージャー） - ミスターちん
- 秋元紀子（制作スタッフ） - 辻香音
- 高井美帆（ヘアメイク） - 松永渚
- 鶴田（お笑いコンビ「ツル&カメ」のツッコミ） - アベラヒデノブ
- 亀田（お笑いコンビ「ツル&カメ」のボケ） - 森崎健康

第5話「警察署長の刺殺体! 鍵は血文字の'井'と消えた37秒の殺人動画」
- 山田竜二（暴力団「桐元組」若頭） - 的場浩司
- 葛城建三（民児党 衆議院議員） - 阿南健治
- 井藤大樹（半グレ「杉並連合」リーダー） - 山口翔悟
- 権藤紀久（ゴンザレスの父） - 有福正志
- 井上寛太（暴力団「桐元組」構成員） - 米村亮太朗
- 一ノ瀬勝（山田の側近） - 成松修
- 広瀬昌平（警視庁杉並南警察署 署長） - 中田春介
- 三沢誠二（葛城の秘書） - 山本康平
- ゴンザレス（おかま・本名「権藤孝之」） - 篠崎大悟
- マミ（クラブ「DEEP」ホステス・井上の彼女） - 藤木由貴

第6話「相談者は爆弾魔!? 2000万身代金の真相…ラスト90秒の衝撃!」
- 田崎新太郎（ゼロ係に立て籠もった男） - 大和田伸也
- 皆川健二（美咲によるストーカー事件の被害者） - 山田悠介
- 真島美咲（田崎の孫・1週間前死亡） - 小島梨里杏
- 笠井静雄（警視庁世田谷警察署生活安全課 刑事） - 宮崎吐夢
- 近藤真一（SIT隊長） - 山崎潤

第7話「消えたDNA! 半径3キロに潜む殺人鬼!?'裏切り者'は誰…」、最終話「最凶殺人鬼VSトマトシャツ刑事! 7年前の復讐…黒幕は誰だ!」
- 小暮幸男（警視庁捜査一課 管理官） - 山田純大
- 加倉井宗一（警視総監） - 篠井英介
- 加倉井純（加倉井と陽子の息子） - 大地伸永
- 向井（葵の母） - 池谷のぶえ（第7話のみ）
- 伊勢（生活安全課 刑事） - 鼓太郎（第7話のみ）
- 向井葵（子犬の「ごん蔵」を連れてゼロ係に来た高校3年生） - 糸瀬七葉（第7話のみ）
- 川田（奥寺透の近所の主婦） - 安澤千草（第7話のみ）
- 生島愛菜（大学4年生） - 結城亜実（第7話のみ）
- 宮原美優（前川俊也と仁美の娘・7年前殺害） - 川原琴響（第7話のみ）
- 加倉井陽子（加倉井の妻・3年前病死） - 江間佳代（最終話のみ）
- 宮原仁美（前川俊也の元妻） - ひがし由貴（最終話のみ）

#### 出張捜査SP（2021年）
スペシャル1「主演・小泉孝太郎の人気シリーズ「警視庁ゼロ係」が出張捜査スペシャルで帰ってきた！龍神の呪い...謎が謎を呼ぶ難事件に迷コンビが挑む！」
- 大林秋彦（静岡県警須那警察署よろこんで相談室：通称「零点係」・大林夏彦の双子の兄） - 石田明（NON STYLE）
- 龍神静香（剣一郎の次女・薫と由美の異母姉妹・飲食店経営者） - 奥菜恵
- 井上美優（下柳工業 従業員・優太の実母） - 小野真弓
- 田所三郎（田所三郎法律事務所 弁護士・龍神家の顧問弁護士） - 村田雄浩
- 岩井利光（静岡県警 管理官） - 田中要次
- 龍神剣一郎（龍神グループ 会長） - 浜田晃
- 沢庵（明徳寺 住職） - 六平直政
- 龍神洋一（静香の夫） - 阪田マサノブ
- 片岡竜二郎（剣一郎の秘書） - 和田聰宏
- 龍神雅史（ホテル龍神 従業員・薫の息子） - 田川隼嗣
- 安田大輔（静岡県警須那警察署 刑事） - 山本直寛
- 下柳優太（下柳と由美の養子・美優の実息子） - 鳥越壮真
- 下柳由美（剣一郎の三女・薫と静香の異母姉妹・6年前から行方不明） - 日沼さくら
- 下柳信也（下柳工業 社長・由美の夫・2週間前に病死） - 岩田竜治
- 龍神薫（剣一郎の長女・静香と由美の異母姉妹・ホテル龍神 女将） - とよた真帆

#### SEASON5（2021年）
第1話「人気シリーズ復活! テレビコメンテーター連続殺人! 全員溺死と3本のアネモネの謎」、第2話「生放送で公開殺人! TVの闇… 毒親不審死 凍る池に浮かぶ美女の3死体」
- 川島空美（ワイドショー「ぶったギル」番組AD・百合の妹） - 岡本玲
- 久保田信吾（ワイドショー「ぶったギル」のMCを務めるアナウンサー） - 小手伸也
- 横川享楽（辛口コメンテーター・落語家） - 小宮孝泰
- 中澤達也（辛口コメンテーター・社会学者） - 久保田かずのぶ（とろサーモン）
- 堀進（辛口コメンテーター・ジャーナリスト） - 住田隆
- 岡田一之（百合の恋人） - 増田修一朗
- 鳩山茜（アイドル） - 傳谷英里香（第1話のみ）
- 大下誠（ワイドショー「くじにじDays」MC） - 辻本耕志（第1話のみ）
- 小川卓郎（俳優） - 伊阪達也（第1話のみ）
- 田辺健治（茜のファン） - 影山徹（第1話のみ）
- 秋元京子（茜のマネージャー） - 安藤瞳（第1話のみ）
- 島崎百合（ホステス・萌の死後自殺） - 安藤聖（第2話のみ）
- 土井雅子（百合が住んでいたアパートの住人） - 山本裕子（第2話のみ）
- 城山剛史（ワイドショー「ぶったギル」番組プロデューサー） - 小豆畑雅一（第2話のみ）
- 島崎萌（岡田と百合の娘・1年前事故死） - 吉田萌果（第2話のみ）

第3話「フィギュアスケート競技中殺人! 溶けない氷の謎と"3分間"のトリック」
- 逢沢莉穂（フィギュアスケーター） - 安藤美姫
- 増田栞（フィギュアスケーター） - 八木アリサ
- 松嶋大吾（フィギュアスケーター） - 桜木那智
- 岩崎卓（栞のコーチ） - 高杉一穂
- 板野礼子（莉穂のコーチ） - 中込佐知子
- 佐山真希（グランプリTOKYO スタッフ） - 手島実優
- 上尾肇（グランプリTOKYO 責任者） - 青木鉄仁
- 林光代（アリーナの清掃員） - 福田温子
- 山岸明世（フィギュアスケーター） - 澤山璃奈
- 椎名舞（フィギュアスケーター） - 真崎かれん
- 川上鈴（フィギュアスケーターを目指す女の子） - 川上凛子
- 川上聖子（鈴の母） - 浅野千鶴

第4話「カリスマ漫画家殺人事件」
- 秋本雄彦（週刊少年スキップ 編集部員・長谷川の担当編集者・ももこの兄） - 武田航平
- 長谷川ヒロシ（人気漫画「怪滅の八重歯」作者） - 林和義
- 手塚ももこ（長谷川の元アシスタント・4年前自殺） - 杏花
- 富樫耕平（週刊少年スキップ 編集部員・長谷川の初代担当編集者） - 中川晴樹
- 森田陽一（作家） - 天野浩成
- 尾田伸二（長谷川のアシスタント） - 諏訪雅
- 久保充（週刊少年スキップ 編集部員・長谷川の担当編集者） - 森岡豊
- 森田明子（陽一の母） - 夏川さつき
- 水島明（長谷川のアシスタント） - 金子鈴幸
- 矢沢武史（長谷川のアシスタント） - 土橋竜太
- 永井留美子（長谷川の元アシスタント） - 城元菜那

第5話「容疑者・文平」
- 橋本博司（警視庁捜査一課 刑事） - 永岡佑
- 黒崎浩之（金融業「ヴィーナスローン」社員） - 笠原紳司
- 安村健吾（保険の営業） - 竹井亮介
- 工藤愛美（美容師・先日自殺） - 坂東希
- 児玉雅樹（当たり屋） - 蒼井晶
- 工藤恵美（愛美と由香の母） - 真田麻垂美
- 工藤由香（愛美の妹） - 石井心咲

第6話「人気プロレスラー毒殺事件」
- タランチュラ村田（ニューエイジ・プロレス所属のプロレスラー・本名「村田大輔」） - 佐々木大輔
- カブト（タランチュラ村田のマネージャー） - 須賀健太
- 阿久津蒼汰（ニューエイジ・プロレス所属のプロレスラー） - 上野勇希
- 高梨さくら（谷本署長の先輩の娘） - ゆいP
- 伊藤亮介（ニューエイジ・プロレス トレーニングコーチ） - 三又又三
- 上杉一心（ニューエイジ・プロレスCEO） - 長江英和
- 小松加奈子（省吾の母） - 松菜乃子
- 城島バイソン（ニューエイジ・プロレス所属のプロレスラー） - 男色ディーノ
- 吉本勤（ニューエイジ・プロレス所属のプロレスラー） - MAO
- 小松省吾（タランチュラ村田のファン） - 豊田温大

第7話「有名進学校立てこもり事件」
- 佐田菜穂（杉並中央高等学校 養護教諭） - 映美くらら
- 滝沢辰徳（杉並中央高等学校 教頭） - ダンカン
- 岩井真寿美（杉並中央高等学校 2年C組担任） - 円城寺あや
- 坂元義之（杉並中央高等学校 校長） - 篠塚勝
- 奥寺京子（杉並中央高等学校 2年C組前担任・先月死亡） - 矢島舞美
- 福島陽太（杉並中央高等学校 体育教師） - 菅原健
- 三島翔（杉並中央高等学校 2年C組） - 大倉空人
- 牧野愛理（杉並中央高等学校 2年C組） - 中村守里
- 武藤真司（SIT隊長） - 永沼伊久也
- 青木良太（杉並中央高等学校 元教師） - 伊東潤
- 金山清二（京子の学生時代の交際相手） - 名嶋真
- アミ（ホステス） - 徳橋みのり

第8話「大食いタレント殺人事件」
- 矢島明（杉並みやび商店街 会長） - 渡辺憲吉
- 高山亮子（主婦・大食いバトル参加者） - 馬場園梓
- 森崎功太（居酒屋もりさき 店長・大食いバトル参加者） - 脇知弘
- 野田さやか（会社員・大食いバトル参加者） - 護あさな
- 黒田洋介（フードファイター「バキューム100%」・大食いバトル参加者） - 伊島空
- 島崎律子（豊島の恋人） - 長尾純子
- 辻奈緒美（アルバイト） - 莉子
- 豊島昌也（10年前に頭を強打して死んだ被害者） - 岸宗太郎
- 金子（黒田の後輩） - 早坂柊人
- 上田隆文（杉並モンナンジュ洋菓子店 店主） - 杉木隆幸
- 西尾宏（レストラン 店長） - 高橋光宏
- 北野安彦（駐車場 管理人） - 仗桐安
- 橋本恵（10年前のひき逃げ事件の被害者・森崎の婚約者） - 夏見静
- 大石純子（10年前のひき逃げ事件の被害者・矢島の娘） - 森崎みのり
- 井上陽子（10年前のひき逃げ事件の被害者・野田の母） - 徳永笑美里
- 高山俊（10年前のひき逃げ事件の被害者・高山の息子） - 林一太朗

第9話・最終話「脳なし殺人事件 前編・後編」
- 大平真人（科学警察研究所 主任研究官） - 長谷川朝晴
- 堂島舞（泉食堂 店員） - 金澤美穂
- 三宅雅代（泉食堂 店主） - 片岡富枝
- 松永一也（松永精機製作所 社長・保護司） - 鼓太郎
- 飯塚勝（科学警察研究所 法医学顧問・彩香の父・脳なし殺人事件の真犯人） - 近藤芳正
- 権藤文敏（警視庁刑事部 部長） - 小木茂光
- 真中伸一（葉林大学病院 脳外科医・大平の先輩・10年前死亡） - 竹森千人（最終話のみ）

#### 愛と涙のさよならスペシャル（2022年）
スペシャル2「さらば冬彦…最後の事件！」
- 真田俊作（真田健康食品 CEO・通称「にんにく王子」） - 塚本高史
- 戸田佳代子（相談者） - 鷲尾真知子
- 渡辺壮一（小山内のマネージャー） - 森下能幸
- 末永冬子（一郎の娘・雄一の妻） - 西尾まり
- コウメ太夫（ピン芸人） - コウメ太夫（本人）
- 戸田美雪（佳代子の孫） - 尾碕真花
- 小山内誠二（漫談家「エレキング小山内」） - 水野直
- 楠木洋平（フリージャーナリスト） - 鈴木雄一郎
- 末永一郎（らんらん介護院 入所者） - 大槻修治
- 大森卓也（らんらん介護院 院長） - 宮下誠
- 峰岸悟（らんらん介護院 事務員） - 松田航輝
- 村西薫（らんらん介護院 事務員） - 田中こなつ
- 末永雄一（末永電機製作所 社長・婿養子） - 遠藤かおる
- 徳井達郎（らんらん介護院 入所者） - 一本気伸吾
- 幸田純一（警視庁杉並中央警察署 署長・公安部警視） - 西村和彦

#### スカイフライヤーズ（2024年）
スペシャル3
- 羽生聡太（警視庁捜査一課 管理官・冬彦の同期） - 永井大
- 植松正也（ビンテージ腕時計専門店 社長） - 堀部圭亮
- 鶴崎健三郎（不動産会社 鶴崎開発 社長） - 前川泰之
- 西園寺公麻呂（カメラマン・2年前の金沢のストーカー殺人事件被疑者・故人） - 時任勇気
- 白鳥玲佳（2年前の金沢のストーカー殺人事件被害者・鶴崎開発 社員） - 田中真琴
- 加藤伊都子（スカイナイン航空 キャビンアテンダント） - 秋山ゆずき（中学生：大島美優）
- 沢井隆二（スカイナイン航空 パイロット） - 市川知宏
- 火野新之助（警視庁 捜査一課長） - 大河内浩
- 難波文和（警視庁練馬東警察署 捜査員） - 岩谷健司
- 樋口由香（警視庁練馬東警察署 捜査員） - 中上サツキ
- 金川勉（石川県警金沢中央警察署刑事課 刑事） - 守谷日和
- 村上雅也（石川県警金沢中央警察署刑事課 刑事） - 石橋侑大
- 青島（冒頭の事件の第一発見者） - 山岸門人
- 石上剛士（冒頭の事件の容疑者） - 脇知弘
- 加藤智子（15年前の被害者・伊都子の母） - 智順
- 高峰薫（冬彦たちに文句を言う乗客） - きばほのか
- 冴島瑠璃子（スカイフライヤーズを目指す乗客） - 手塚真生
- 緑川紗英（拉致された乗客・大学生） - 大野明香音
- 田上（鶴崎開発 社員・玲佳の元同僚） - さいとうなり
- 江本美里（日本語教師・高峰薫の同僚） - 澁澤真美
- 森村妙子（玲佳が住んでいたマンションの住人） - 九里みほ
- 明美（クラブ「コレット」ホステス） - 秦はるか
- 由加里（ジュエリーショップ店員） - 輝有子
- 霧島明（警視庁捜査一課 管理官） - 渡部遼介
- 太郎（小学生インフルエンサー） - 三浦綺羅
- 花子（小学生インフルエンサー） - 宝辺花帆美
- リポーター（女性の遺体発見のリポートをする） - 犬塚マサオ
- 被害者（冒頭の事件の被害者・半グレ構成員） - 村内孝志
- 西園寺正勝（公麻呂の父・元教師） - 天宮良
- 西園寺希久子（公麻呂の母・正勝の妻） - 床嶋佳子
- 白鳥史子（クラブ「コレット」オーナー・玲佳の母） - 横山めぐみ

## 用語
※ストーリー内にたびたび登場する施設・会社・組織・部署・レポート・事件名などを記す。
生活安全課なんでも相談室（通称・ゼロ係）
刑事局長・島本雅之の発案で、警視庁杉並中央署生活安全課に新設された部署。メンバーは別の部署で問題を起こしたり、お払い箱になった人員で構成される。
事務所の場所は地下室（S1 - S4） → 屋上のプレハブ小屋（SP1） → 地下室（S5） → 体育館（SP2）
実は、島本刑事局長が、Xレポートを提出した冬彦の動向に目を光らせ、現場勤務を希望した冬彦を配属させ亀山に監視・報告させていた。
なんでも相談室が設置されて以来、相談の依頼をきっかけに様々な事件の解決に貢献した。
佐藤圭作が遺体で発見されたことがきっかけで、Xレポートの作成のきっかけになった西新宿中町四丁目ビル内会社役員殺人事件を独自に再調査し、その事件の真相にたどり着き小原茂樹の冤罪を晴らした。
2017年、冬彦が首吊り遺体の第一発見者となる。後に小説の内容を模倣した連続殺人事件だったことが判明。その事件が解決した後、沢村和男元総理の要請で東京都全域の事象を担当する「オリンピック警備補助班」を兼務することになった。
ファミリーレストランの立てこもり事件を解決した後、「沢村総理暗殺未遂事件」の再調査を命じられた。
三谷誠の自殺により、生活安全課なんでも相談室が一時解散したもの、小説の内容を模倣した連続殺人事件の捜査中に発見された復顔した白骨死体の身元および「沢村総理暗殺未遂事件」の調査を続け、真相を明らかにした。
2018年に神奈川県神山湖畔で、ゼロレポートに書かれた連続失踪事件の1人岡本美香が純白のウェディングドレスを着て防腐処置した状態の遺体で発見される。その後、都内で沢井沙織、米倉萌絵の2人も同じ状態の遺体で発見され、冬彦の依頼で、湯川春樹が「岡本美香」および「沢井沙織」の解剖を実施、湯川は犯人が娘の小夜子であることに気付いたが、娘を庇うために自らの仕業に見せかけた上で全ての罪を被ろうとした。しかし、冬彦によって全てを見抜かれ、最終的に冬彦を通じて娘と和解、娘の連行と共に自身も犯人隠避で逮捕された。
2019年、倉庫で冬彦が二人の人間を拉致監禁し、遠隔操作の指示で殺し合わせる事件の第一発見者となる。さらに桜庭と太田も別の場所でこの事件の第一発見者となる。また、なんでも相談室に田崎新太郎が横山建夫と本条靖子を人質に署内に爆弾を仕掛け立てこもった。
警視庁捜査一課特命捜査対策室第5係（通称・ゼロ係）
特命捜査対策室は捜査一課に属し未解決事件を担当する部署。第5係の業務は過去の未解決事件の資料をデータ化すること。
事務所は地下の大部屋にあり、備品室と書庫と共同で使用している。
Xレポート（西新宿中町四丁目ビル内会社役員殺人事件）
7年前、西新宿署管内で闇金社長・高岡がナイフで刺殺される。事件の3日後、高岡から多額の借金をしていた小原茂樹が逮捕される。
捜査関係者の一人は、警視庁西新宿警察署・佐藤圭作（所属は当時のもの）。
Zレポート（総理大臣暗殺未遂事件）
2007年7月13日（10年前）、港区の講演会場で総理大臣・沢村和男がライフルで狙わる。弾丸は民児党幹事長・長田正彦に当たり長田は死亡。容疑者の神原保は死体で発見される。
警護の関係者は、警視庁公安部・氷川小百合および警視庁警護課 警部・今川仁志（所属は当時のもの）。
ゼロレポート（女性連続失踪事件）
冬彦が科警研にいたとき初めて書いたレポート。2013年に東京都と神奈川県で起きた連続失踪事件。1週間のうちに岡本美香、沢井沙織、米倉萌絵の3人が失踪する。警視庁と神奈川県警の連携がうまくいかず事件は未解決のままだった。その後、2018年に3人は純白のウェディングドレスを着て防腐処置した状態の遺体で発見される。
龍神の呪い
静岡県須那郡にある龍神家を中心にした一帯で江戸時代の初期から続く怪事件のこと。30年前に女性2人の謎の心中事件があった。
αレポート/アルファレポート
10年前、湖の氷の下で3人の女性の遺体が、脳を抜き取られた状態で発見された未解決事件。
ωレポート/オメガレポート
密輸事件内通者に関するファイル。公安内部に密輸組織のスパイがいることなどが書かれている。
シン・αレポート
10年前の捜査ミスのことも書かれたレポート。

## スタッフ
- 原作 - 富樫倫太郎 生活安全課0係シリーズ 「生活安全課0係 ファイヤーボール」「生活安全課0係 バタフライ」（祥伝社刊）
- ナレーション - 三宅健太（S1 - SP2）
- 脚本 - 吉本昌弘、船橋勧、深沢正樹（S1）、高山直也（S2）、大石哲也（S2）、徳尾浩司（S3）、政池洋佑（S3）、田中眞一 (S4)、渡辺啓 (S4)、能塚裕喜 (S5)
- 音楽 - 田渕夏海、中村巴奈重
- 主題歌
  - S1 - コブクロ「SNIFF OUT!」[179]（ワーナーミュージック・ジャパン）
  - S2 - スキマスイッチ「リチェルカ」[180]（AUGUSTA RECORDS / UNIVERSAL MUSIC LLC）
  - S3 - 神様、僕は気づいてしまった「UNHAPPY CLUB」[181]（ワーナーミュージック・ジャパン）
  - S4 - KEYTALK「旋律の迷宮」[182]（ユニバーサル ミュージック / Virgin Music）
  - S5 - 德永英明「tomorrow」[183]（ユニバーサルシグマ / UNIVERSAL MUSIC LLC）
- 監督 - 倉貫健二郎、竹村謙太郎、岡野宏信、尾本克宏
- 選曲 - 御園雅也
- CG - 田中貴志
- 警察監修 - 倉科孝靖
- プロファイリング監修 - 越智啓太
- 技斗 - 大道寺俊典
- タイトルバック - 松井夢壮
- 技術協力 - 東通（S1 - S4）
- 技術協力・音響効果 - TACT（S5 - ）[注 26]
- 美術協力 - BEENS
- 音響効果 - アックス（S1 - S4）
- チーフプロデューサー - 岡部紳二（テレビ東京 / S1）、山鹿達也（テレビ東京 / S2）、濱谷晃一（テレビ東京 / S3 - ）
- プロデューサー - 中川順平（テレビ東京 / S1）、松本拓（テレビ東京 / S1 - S5）、田辺勇人（テレビ東京 / SP2）、川村庄子（テレビ東京 / SP3）、加藤章一（スパークル）、倉貫健二郎（スパークル / S1）、大高さえ子（スパークル / S2・SP2）、松本桂子（スパークル / S4 - SP2）、松本明子（スパークル / S4）、佐藤敦司（スパークル / SP3）
- 製作 - テレビ東京、ドリマックス・テレビジョン（S1 - S3）、スパークル（S4 - ）[注 26]

## 放送日程

### FIRST SEASON
- 2016年1月15日 - 2月26日、全7話。

| 各話                                                                        | 放送日        | サブタイトル                                           | 脚本     | 監督       | 視聴率 |
| --------------------------------------------------------------------------- | ------------- | ------------------------------------------------------ | -------- | ---------- | ------ |
| 第1話                                                                       | 2016年1月15日 | 変人? 悪人? 36歳の新人刑事あらわる!                    | 吉本昌弘 | 倉貫健二郎 | 7.0%   |
| 第2話                                                                       | 1月22日       | 22時の放火魔vs変人刑事! 絶体絶命!?                     | 吉本昌弘 | 倉貫健二郎 | 8.3%   |
| 第3話                                                                       | 1月29日       | 連続殺人犯は10代? KY刑事vsヤンキー                     | 深沢正樹 | 竹村謙太郎 | 5.4%   |
| 第4話                                                                       | 2月05日       | 奇妙な誘拐犯! 身代金は1億か5億か?                      | 船橋勧   | 倉貫健二郎 | 6.8%   |
| 第5話                                                                       | 2月12日       | 母娘見間違い殺人? 変人刑事撃たれる!                    | 吉本昌弘 | 岡野宏信   | 5.9%   |
| 第6話                                                                       | 2月19日       | 12人の人質を狙う爆弾魔! 止められないメリーゴーランド?  | 深沢正樹 | 竹村謙太郎 | 6.9%   |
| 最終話                                                                      | 2月26日       | さらば冬彦! 7年間封印された巨悪の陰謀Ｘレポートを暴け! | 吉本昌弘 | 倉貫健二郎 | 6.9%   |
| 平均視聴率 6.7%（視聴率はビデオリサーチ調べ、関東地区・世帯・リアルタイム） |               |                                                        |          |            |        |

### SECOND SEASON
- 2017年7月21日 - 9月15日、全8話。
- 8月11日は「超かわいい映像連発!どうぶつピース!!2時間スペシャル」放送のため休止。

| 各話                                                                        | 放送日        | サブタイトル / ラテ欄                                                                                  | 脚本            | 監督       |
| --------------------------------------------------------------------------- | ------------- | --- | --------------- | ---------- |
| 第1話                                                                       | 2017年7月21日 | 凶悪模倣犯VS天才変人刑事/ 1372万都民を脅かす3つの連続殺人テロ! 模倣犯VS変人刑事                        | 吉本昌弘        | 倉貫健二郎 |
| 第2話                                                                       | 7月28日       | 止まらない連続模倣殺人!/ 東京クライシス…! 連続模倣殺人! 3人の真犯人VS変人刑事                          | 吉本昌弘        | 倉貫健二郎 |
| 第3話                                                                       | 8月04日       | 生放送中の殺人! 2つの完全犯罪…/ TV生放送中殺人! 22人の容疑者と2つの完全犯罪トリック!                   | 高山直也        | 竹村謙太郎 |
| 第4話                                                                       | 8月18日       | 殺人バスツアー/ 殺人バスツアー…! 爆破まで3時間! 24人の人質VS2人の犯人                                  | 大石哲也        | 倉貫健二郎 |
| 第5話                                                                       | 8月25日       | 連続吹き矢殺人/ 毒吹き矢連続殺人!! 容疑者5万人!? 消えたDNAの完全犯罪!                                  | 吉本昌弘        | 竹村謙太郎 |
| 第6話                                                                       | 9月01日       | 奇妙な立て籠もり犯/ ファミレス立て籠り殺人! 奇妙な要求…3億と東京大停電!?                               | 船橋勧          | 岡野宏信   |
| 第7話                                                                       | 9月08日       | 遂に最終章…ゼロ係VS闇に潜む巨悪/ 遂に最終章…54年に渡る2つの完全犯罪!ゼロ係VS巨悪の陰謀                 | 船橋勧 吉本昌弘 | 竹村謙太郎 |
| 最終話                                                                      | 9月15日       | さらばゼロ係…総理暗殺の謎が明かされる/ さらばゼロ係…総理暗殺の陰謀!54年間隠ぺいされた連続殺人犯の正体! | 吉本昌弘 船橋勧 | 倉貫健二郎 |
| 平均視聴率 7.2%（視聴率はビデオリサーチ調べ、関東地区・世帯・リアルタイム） |               | |                 |            |

### THIRD SEASON
- 2018年7月20日 - 9月14日、全7話。
- 8月3日は「世界ソフトボール【日本×ボツワナ】金メダルへ!連続完全ゲーム!?」放送のため休止。
- 8月10日は「夏のシネマスペシャル『トランスポーター』J・ステイサムの傑作アクション!」放送のため休止。
- 最終話は、20時 - 21時48分に2時間スペシャルとして放送された。

| 各話                                                                        | 放送日        | サブタイトル                                         | 脚本     | 監督       | 視聴率 |
| --------------------------------------------------------------------------- | ------------- | ---------------------------------------------------- | -------- | ---------- | ------ |
| 第1話                                                                       | 2018年7月20日 | 留置場からの殺人予告                                 | 吉本昌弘 | 倉貫健二郎 | 8.8%   |
| 第2話                                                                       | 7月27日       | 犯人は猟奇殺人を予言したカリスマ精神科医?            | 吉本昌弘 | 竹村謙太郎 | 7.5%   |
| 第3話                                                                       | 8月17日       | 殺人犯は記憶喪失…ゼロ係×池の水 奇跡のコラボ          | 船橋勧   | 岡野宏信   | 6.1%   |
| 第4話                                                                       | 8月24日       | 殺人暑中見舞い                                       | 政池洋佑 | 竹村謙太郎 | 5.3%   |
| 第5話                                                                       | 8月31日       | 殺人慰安旅行                                         | 徳尾浩司 | 倉貫健二郎 | 7.8%   |
| 第6話                                                                       | 9月07日       | 作家毒殺の犯人? マスコミを手玉に取る30歳下の美人妻。 | 船橋勧   | 岡野宏信   | 6.2%   |
| 最終話                                                                      | 9月14日       | 完結・ウエディングドレス連続殺人                     | 吉本昌弘 | 倉貫健二郎 | 8.7%   |
| 平均視聴率 7.2%（視聴率はビデオリサーチ調べ、関東地区・世帯・リアルタイム） |               |                                                      |          |            |        |

### SEASON4
- 2019年7月19日 - 9月6日、全8話。
- 第1話は、20時 - 21時48分に2時間スペシャルとして放送された[7]。

| 各話                                                         | 放送日        | ラテ欄 | 脚本     | 監督       | 視聴率 |
| ------------------------------------------------------------ | ------------- | --- | -------- | ---------- | ------ |
| 第1話                                                        | 2019年7月19日 | 1億2680万人が標的!? 死神ピエロの殺害予告 3つの連続殺人ゲームに隠された'罪と×' KY刑事VS脱獄死刑囚 完全犯罪トリック! | 吉本昌弘 | 倉貫健二郎 | 6.7%   |
| 第2話                                                        | 7月26日       | 法廷で毒殺!? 100%不可能密室殺人の謎… 空白120秒トリック                                                             | 船橋勧   | 岡野宏信   | 5.2%   |
| 第3話                                                        | 8月02日       | 100%不可能殺人!? 透明人間VS週刊誌記者 殺意のスクープ写真                                                           | 田中眞一 | 竹村謙太郎 | 6.4%   |
| 第4話                                                        | 8月09日       | 99人が毒殺を目撃! 凶器の'殺人目薬'と美女の遺言トリック                                                             | 船橋勧   | 倉貫健二郎 | 6.5%   |
| 第5話                                                        | 8月16日       | 警察署長の刺殺体! 鍵は血文字の'井'と消えた37秒の殺人動画                                                           | 渡辺啓   | 岡野宏信   | 6.1%   |
| 第6話                                                        | 8月23日       | 相談者は爆弾魔!? 2000万身代金の真相… ラスト90秒の衝撃!                                                             | 吉本昌弘 | 竹村謙太郎 | 6.2%   |
| 第7話                                                        | 8月30日       | 消えたDNA! 半径3キロに潜む殺人鬼!? '裏切り者'は誰…                                                                 | 船橋勧   | 倉貫健二郎 | 7.9%   |
| 最終話                                                       | 9月06日       | 最凶殺人鬼VSトマトシャツ刑事! 7年前の復讐…黒幕は誰だ!                                                              | 吉本昌弘 | 倉貫健二郎 | 6.8%   |
| （視聴率はビデオリサーチ調べ、関東地区・世帯・リアルタイム） |               | |          |            |        |

### 出張捜査SP
| 話数        | 放送日        | ラテ欄 | 脚本     | 監督       |
| ----------- | ------------- | --- | -------- | ---------- |
| スペシャル1 | 2021年1月25日 | 主演・小泉孝太郎の人気シリーズ「警視庁ゼロ係」が出張捜査スペシャルで帰ってきた！ 龍神の呪い...謎が謎を呼ぶ難事件に迷コンビが挑む！ | 吉本昌弘 | 倉貫健二郎 |

### SEASON5
- 2021年4月30日 - 7月2日、全10話。
- 同日からは直前の19:55 - 20:00に事前番組『警視庁ゼロ係みどころ』を別途放送。

| 各話   | 放送日        | ラテ欄                                                                      | 脚本                     | 監督       |
| ------ | ------------- | --------------------------------------------------------------------------- | ------------------------ | ---------- |
| 第1話  | 2021年4月30日 | 人気シリーズ復活! テレビコメンテーター連続殺人! 全員溺死と3本のアネモネの謎 | 吉本昌弘                 | 倉貫健二郎 |
| 第2話  | 5月07日       | 生放送で公開殺人! TVの闇… 毒親不審死 凍る池に浮かぶ美女の3死体              | 吉本昌弘                 | 倉貫健二郎 |
| 第3話  | 5月14日       | フィギュアスケート競技中殺人! 溶けない氷の謎と"3分間"のトリック             | 船橋勧                   | 竹村謙太郎 |
| 第4話  | 5月21日       | カリスマ漫画家殺人事件                                                      | 渡辺啓                   | 岡野宏信   |
| 第5話  | 5月28日       | 容疑者・文平                                                                | 渡辺啓                   | 倉貫健二郎 |
| 第6話  | 6月04日       | 人気プロレスラー毒殺事件                                                    | 渡辺啓 能塚裕喜 吉本昌弘 | 竹村謙太郎 |
| 第7話  | 6月11日       | 有名進学校立てこもり事件                                                    | 船橋勧                   | 尾本克宏   |
| 第8話  | 6月18日       | 大食いタレント殺人事件                                                      | 船橋勧                   | 岡野宏信   |
| 第9話  | 6月25日       | 脳なし殺人事件 前編                                                         | 吉本昌弘 船橋勧          | 竹村謙太郎 |
| 最終話 | 7月02日       | 脳なし殺人事件 後編                                                         | 吉本昌弘                 | 倉貫健二郎 |

### 愛と涙のさよならSP
| 話数        | 放送日        | ラテ欄                                            | 脚本     | 監督       |
| ----------- | ------------- | ------------------------------------------------- | -------- | ---------- |
| スペシャル2 | 2022年11月7日 | 愛と涙のさよならスペシャル!さらば冬彦…最後の事件! | 吉本昌弘 | 倉貫健二郎 |

### スカイフライヤーズ
| 話数        | 放送日        | ラテ欄                             | 脚本     | 監督       |
| ----------- | ------------- | ---------------------------------- | -------- | ---------- |
| スペシャル3 | 2024年7月22日 | 警視庁ゼロ係〜スカイフライヤーズ〜 | 吉本昌弘 | 倉貫健二郎 |